# هيذر سترونج
هيذر سترونج هي لاعبة كرلنغ كندية، ولدت في 9 نوفمبر 1976 في سانت جونز في كندا.